# Dextellia palmata
Dextellia palmata is een vlinder uit de familie van de mineermotten (Gracillariidae). De wetenschappelijke naam van de soort werd voor het eerst geldig gepubliceerd in 2009 door Bai & Li.